# Abadía de Sant'Antimo

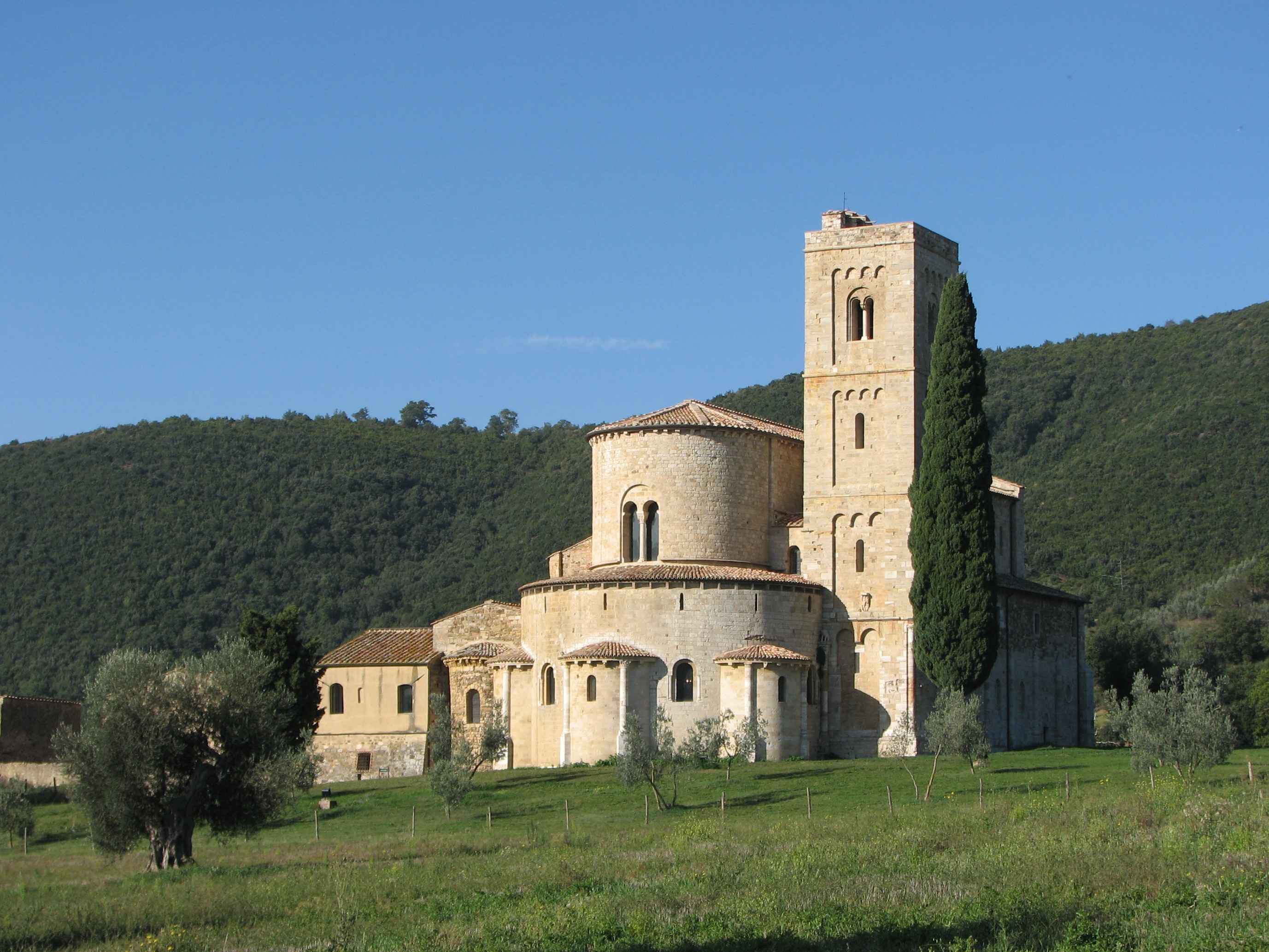
Vista de la Abadía de San Antimo.

La abadía de san Antimo es un complejo monástico fundado en un ex voto atribuido a Carlomagno alrededor del año 750 y se encuentra situado en la pequeña localidad de Castelnuovo dell'Abate, en la comuna de Montalcino, provincia de Siena. Se trata de una de las arquitecturas más importantes del románico toscano.

## San Antimo
Son dos los santos Antimo a los que podría estar dedicada la abadía.
El primero es citado en las Acta Sancti Anthimi donde se narra la historia, casi legendaria, del sacerdote San Antimo encarcelado bajo los emperadores Diocleciano y Maximiano. Antimo curó y convirtió al cristianismo a Pinianus, marido de Licinia, sobrina del emperador Galieno. Pinianus, tras convertirse, se dedicó a intentar salvar a los cristianos de las persecuciones.
Escondido en la villa de Pinianus que se encontraba en la Vía Salaria, Antimo convirtió también al sacerdote del dios Silvano y a toda su familia.
Encontrado culpable de haber roto un ídolo de aquella divinidad, San Antimo fue arrojado al río Tíber con una piedra amarrada al cuello pero salió del torrente sano y salvo. Entonces se le condenó a ser decapitado en el año 304 por el cónsul Prisco y fue sepultado en el oratorio donde solía rezar. Sus reliquias son veneradas desde 1658 en la iglesia de San Antimo cerca de Nápoles. 
Según una leyenda el Papa Adriano I, en el año 781, habría entregado parte de las reliquias de san Antimo y san Sebastián a Carlomagno, quien le donó la abadía en el acto de la fundación.

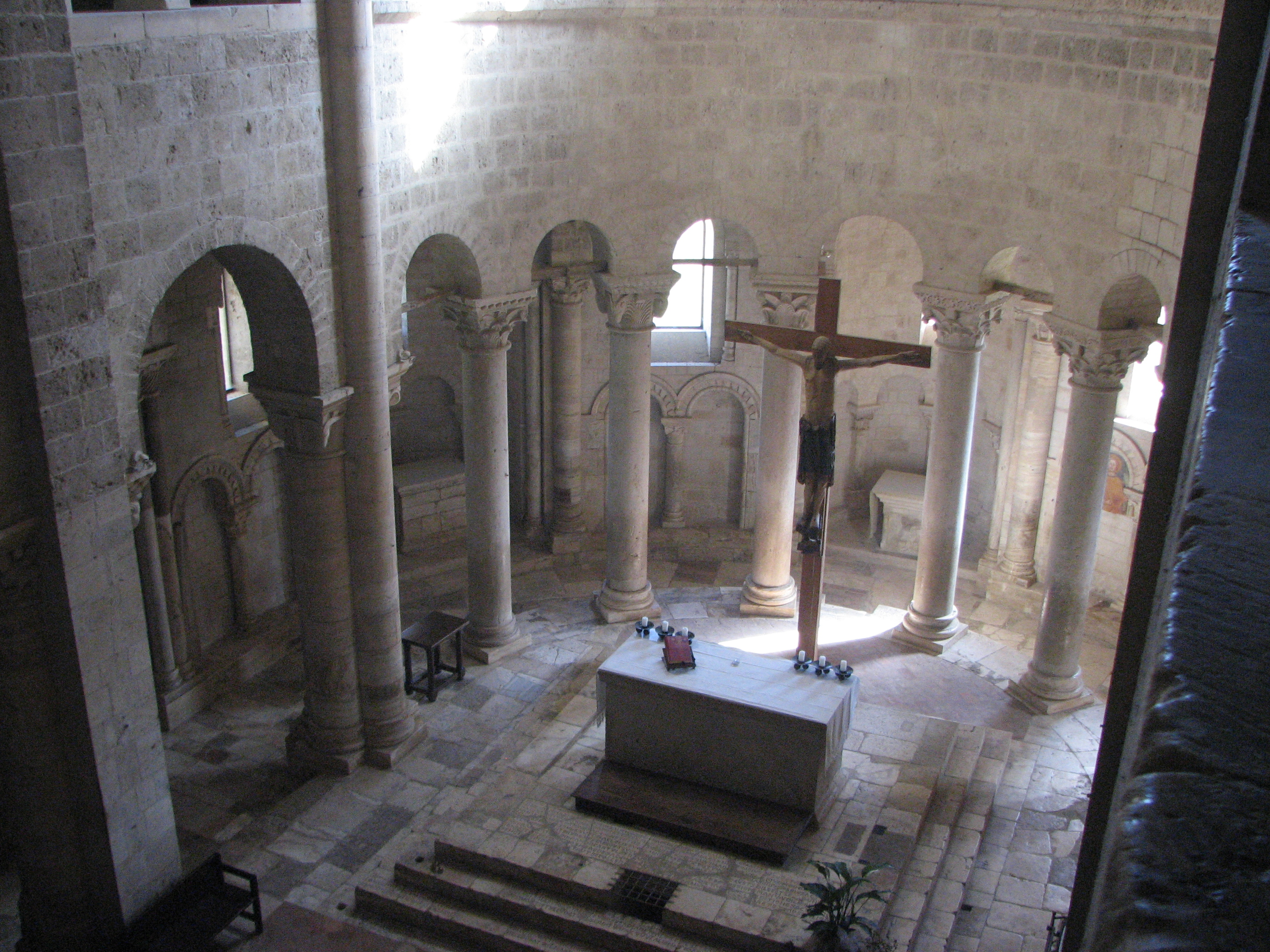
Presbiterio de la abadía.

El otro san Antimo al que se atribuye el nombre de la abadía era un diácono aretino, martirizado junto a san Donato en el año 352.
La Passio Donati narra la historia del milagro de san Donato. El obispo aretino estaba celebrando una función de ordenación junto a los diáconos Antimo y Asterio. Mientras Antimo distribuía la eucaristía con un cáliz de vidrio, en el templo entraron algunos paganos que, con violencia, arrojaron al suelo el cáliz, rompiéndolo en pedazos.
Donato recogió y reunió los fragmentos, pero se dio cuenta de que faltaba un pedazo de vidrio en el fondo del cáliz. Sin preocuparse, continuó sirviendo el vino sin que ni siquiera una gota cayese del cáliz.
Esto provocó el estupor de los paganos que se convirtieron.
Siguió el arresto de san Donato, su asesinato junto a otros cristianos, la destrucción de los libros y de los ornamentos litúrgicos, como sucedía frecuentemente en la persecución de Juliano.
Antimo, único de los compañeros martirizados junto a Donato, no fue sepultado en Pionta, en el aretino, sino en otro lugar. Se piensa que Antimo, para huir de la persecución, se refugió en el valle de Starcia y allí fue martirizado y sepultado.

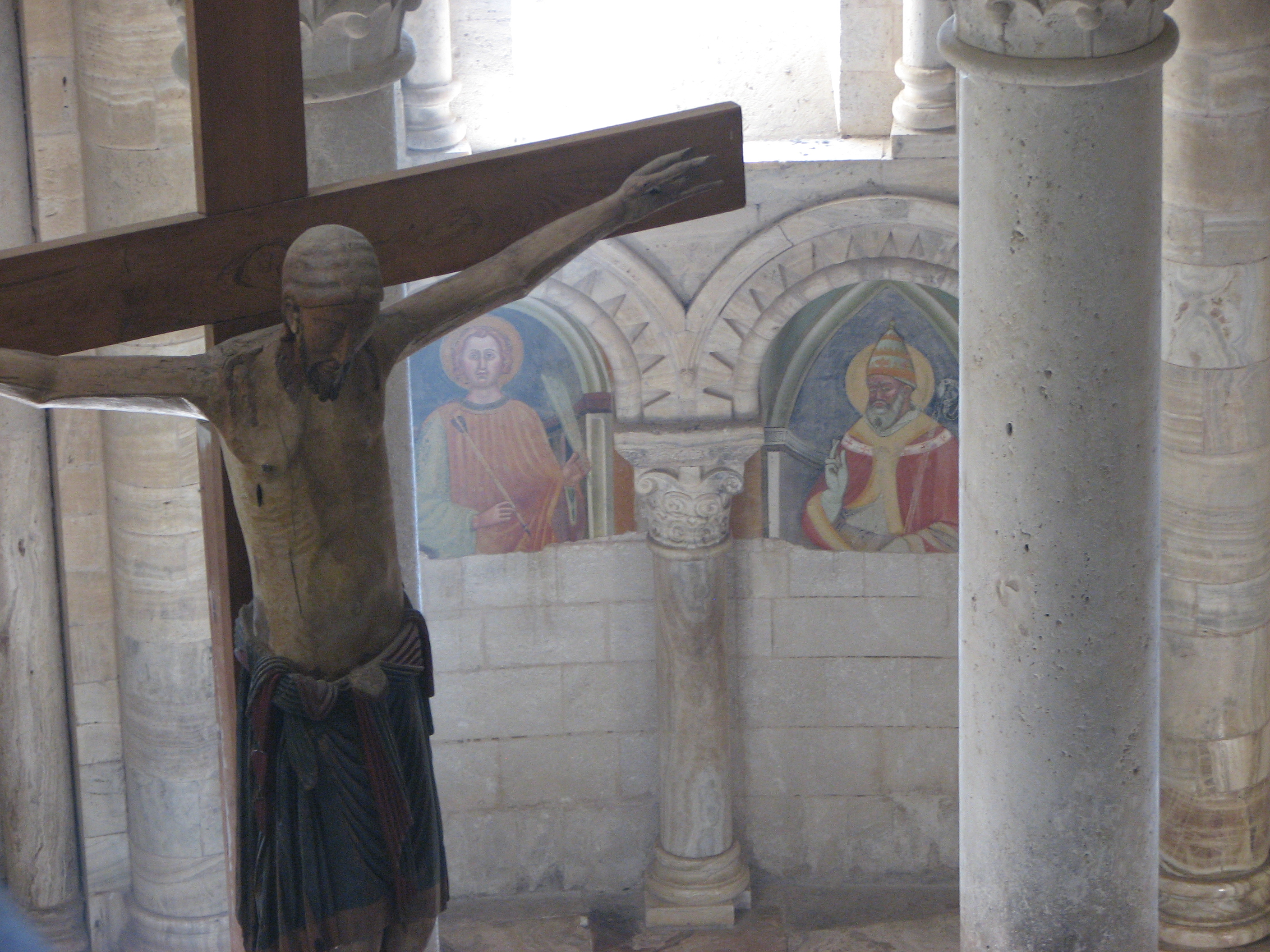
El crucifijo y los frescos.

## Historia de la abadía
El núcleo primitivo de la abadía de san Antimo se remonta al culto de las reliquias de san Antimo de Arezzo, al que, según se mencionó, fue construido un templo en el lugar de su martirio.
En el mismo lugar surgía una villa romana: lo demuestran los numerosos hallazgos de época romana como el bajorrelieve con la “cornucopia” al lado norte del campanil o algunas columnas en la cripta carolingia.
La incisión Venite et bibite en cambio hace pensar en la presencia de una fuente con propiedades terapéuticas. En el año 715 la iglesia era custodiada por un sacerdote de la diócesis de Chiusi.
En el 770 los lombardos encargaron al abad Tao de iniciar la construcción de un monasterio benedictino y le confiaron también la gestión de los bienes “demaniali” del territorio.
Las abadías eran usadas como parada por los peregrinos que se dirigían a Roma, por los mercaderes, por los soldados y por los enviados por los reyes.

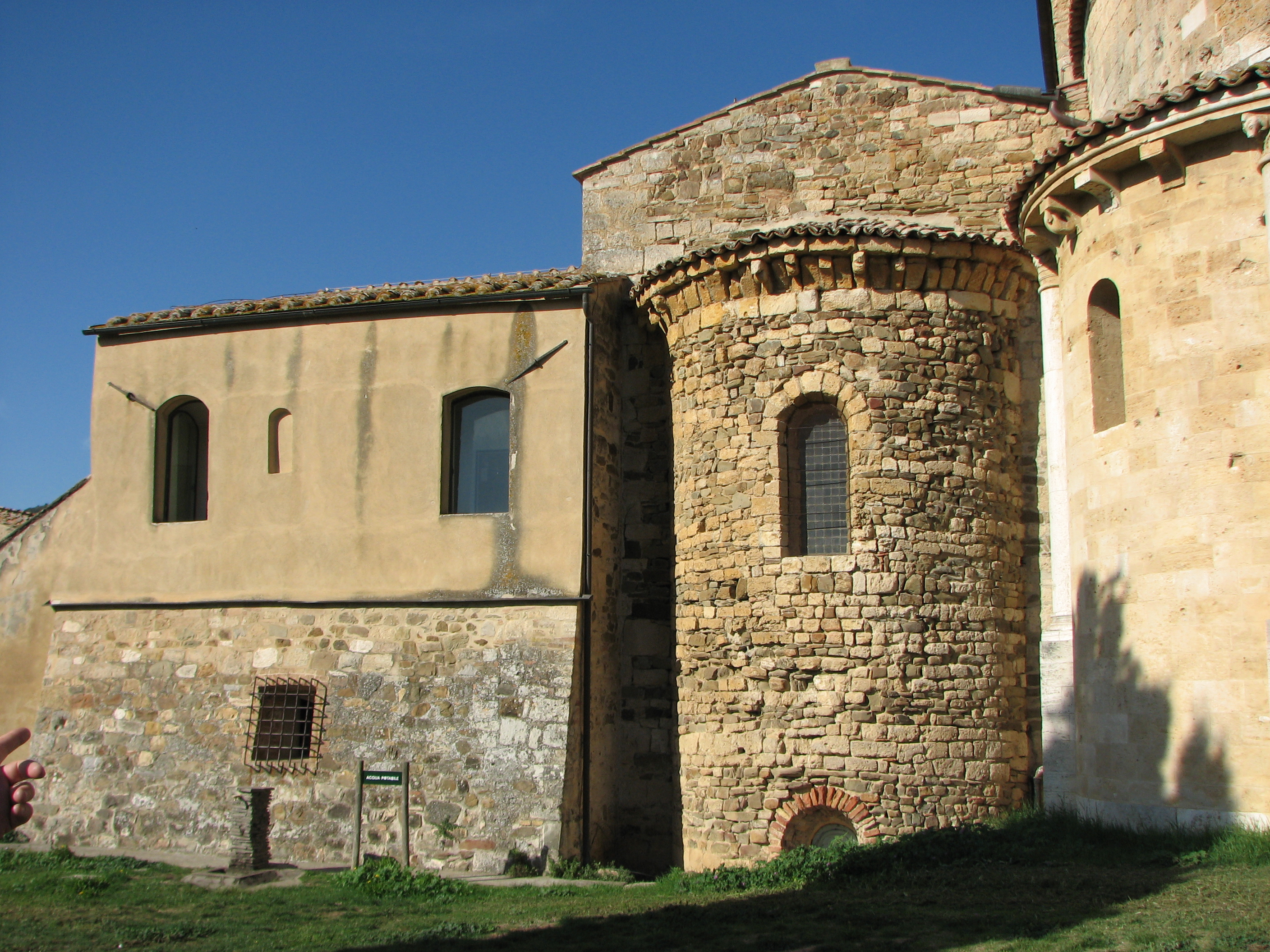
Ábside de la capilla carolingia.

Carlomagno, al volver de Roma en el año 781 y recorrer la gran vía creada por los lombardos, llamada vía Francígena porque era una vía creada por los francos, llegó a san Antimo y puso su sigilo en la fundación del monasterio.
Casi con toda seguridad la fundación obrada por Carlomagno se debe interpretar como una leyenda medieval. El 29 de diciembre de 814 un documento de Ludovico Pío, hijo y sucesor de Carlomagno enriqueció a la abadía con dones y privilegios. Para todos los efectos pasó a ser una abadía imperial.
Con el impulso carolingio, la comunidad inicia su período de apogeo. El abad de san Antimo fue condecorado con el título de Conde Palatino (conde y consejero del Sacro Imperio Romano). El examen de las cartas imperiales, entre las que se encuentran la de Enrique III del año 1051 y las papales, dan que numerosos territorios e iglesias fueron entregadas a la jurisdicción de la abadía: 96 entre castillos, terrenos, “poderi” y molinos; 85 entre monasterios, iglesias, parroquias y hospitales desde el “grossetano” al “pisoiese” pasando desde Siena a Florencia.
La posesión principal de la comunidad era el castillo de Montalcino, donde el prior se alojaba en una residencia que se encontraba entonces englobada en los muros de la fortaleza.
En el año 1118 el conde Bernardo degli Ardengheschi, cedió todo su legado in toto regno Italico e in tota marca Tuscie a Ildebrando, hijo de Rústico, para que lo transfiriera a la abadía. El monasterio dona a Fortisguerra, hermano de Bernardo, 1000 libras con el acuerdo de no molestar más a los monjes en su uso de la propiedad. A memoria del donativo, este hecho está escrito en las escalas del altar mayor como Carta Lapidaria.
Ese mismo año comienza la construcción de la iglesia nueva, bajo la guía del abad Guidón. El punto de referencia más importante para el proyecto de la iglesia nueva es la gran abadía benedictina de Cluny. El abad solicitó la intervención de arquitectos franceses para proyectar el nuevo edificio, que en parte se inspira a la iglesia benedictina de Vignory (año 1050).
Algunas esculturas, la puerta norte y la del sur, los estípites de la sacristía, algunos capiteles colocados en la tribuna norte, otros capiteles, fragmentos de decoraciones o pilastrinas, hacen pensar en la existencia de un edificio anterior al siglo XII, cuando se inició la construcción de la abadía nueva. Alrededor del año 1000 se habría edificado una iglesia de la que solo queda el campanario, construido inicialmente separado de la nave, según la tradición medieval.
Por este motivo, las siguientes modificaciones del 1118 partieron de aspectos arquitectónicos ya existentes, adecuando los volúmenes del presbiterio de manera que pudiera inserirse entre el campanil y la Capilla carolingia. De hecho, la zona del coro resulta ser más estrecha que el resto del edificio.
Hacia la mitad del siglo XII, la construcción de la nueva abadía quedó casi completada, solamente la fachada no quedó completa.
Montalcino, en la época bajo la jurisdicción del abad de San Antimo, estaba bajo la mirada de Siena y de Florencia por su posición estratégica. La ciudad de Siena estaba imposibilitada de expandirse hacia el norte a causa de Florencia, su acérrima rival, y andaba en búsqueda de tierras al sur. En julio de 1145 los sieneses obligan al abad de San Salvatore a ceder a la república de Siena el castillo de Radicofani en la Vía Francígena. El Papa Clemente III apoya la política de Siena y somete la parroquia de Montalcino al obispo de Siena.
En 1200, Filippo Malavolti, autoridad de Siena, atacó Montalcino, que en buena parte quedó destruido. El 12 de junio de 1212 con un acuerdo entre el abad de Sant'Antimo, la ciudad de Montalcino y Siena queda definido que la Abadía tendrá que ceder un cuarto del territorio de Montalcino a la ciudad sienés. Con la pérdida de Montalcino la abadía pierde el centro más importante de su jurisdicción propia. Siena comienza a poner mano en los bienes de la comunidad benedictina: para 1293 los monjes solo poseerán una quinta parte de todas las propiedades antiguas situadas entre Montalcino y Seggiano.

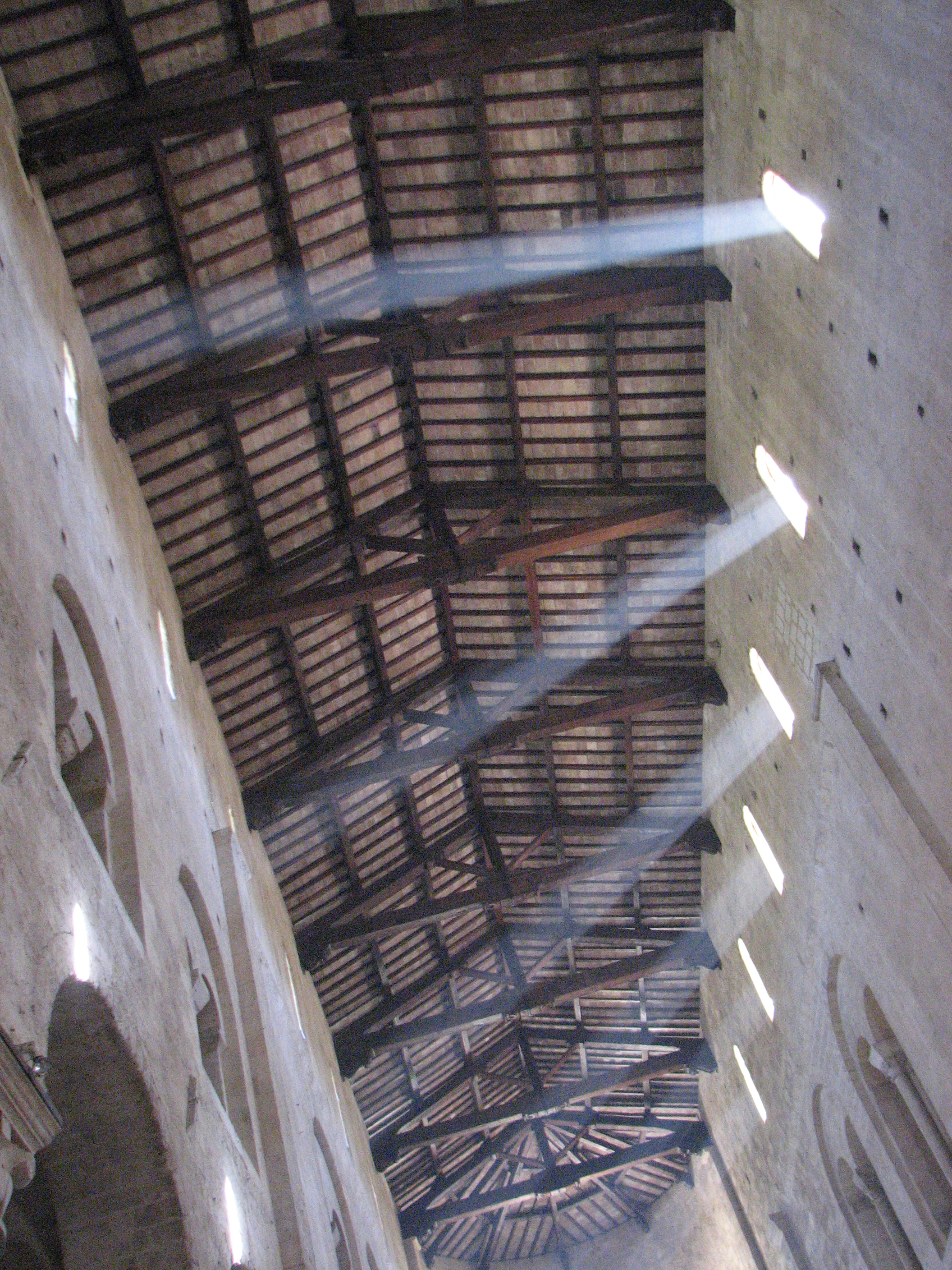
Juegos de luz entrante por las ventanas.

En 1291 el Papa Nicolás IV ordenó la fusión de la comunidad de la abadía con los Guillermitas, una variante de benedictinos reformados. Esta decisión buscaba revigorizar la comunidad religiosa de Sant'Antimo.
Desde 1397 hasta 1404 la abadía es administrada, regida y gobernada por Fra Bartolomeo di Simone, obispo de Cortona.
El 4 de agosto de 1439 el abad Paolo fue encarcelado por diversos delitos.
En 1462 se reúne por última vez en la Capilla carolingia el capítulo de los guillermitas.
Ese mismo año, Pío II suprimió la abadía y confió sus bienes al obispo Cinunghi, ordinario de la nueva diócesis de Montalcino - Pienza que creó el 13 de agosto.
Para 1870 la abadía era usada por un agricultor que se alojaba en el apartamento del obispo, usaba la cripta carolingia como bodega, la iglesia como almacén y el claustro para los animales. Tras la unificación de Italia, la abadía pasa a la jurisdicción de Bellas Artes. Con siete campañas de restauración, la abadía queda como en su estado actual.
Las primeras dos, desde 1872 a 1873 y en 1876 eliminan todo lo que alteraba la estructura originaria y se abre el gran ajimez que ahora ilumina a la iglesia.
De 1970 a 1973, en el mismo período en que en Sant'Antimo se filman algunas escenas de la película Fratello sole e sorella luna de Franco Zeffirelli, Bellas Artes de Siena recrea completamente el techo de la iglesia.

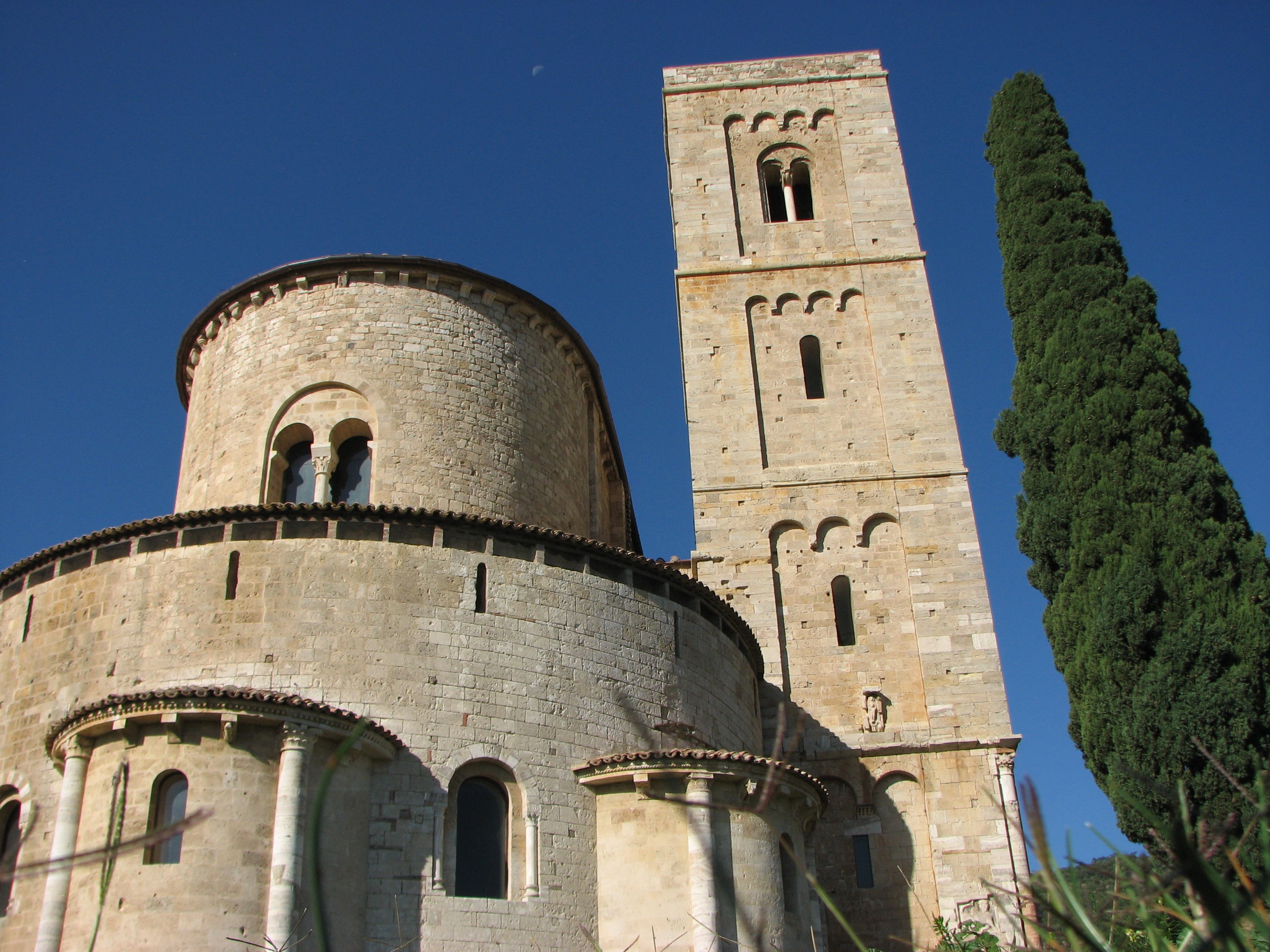
El campanil y el ábside actual
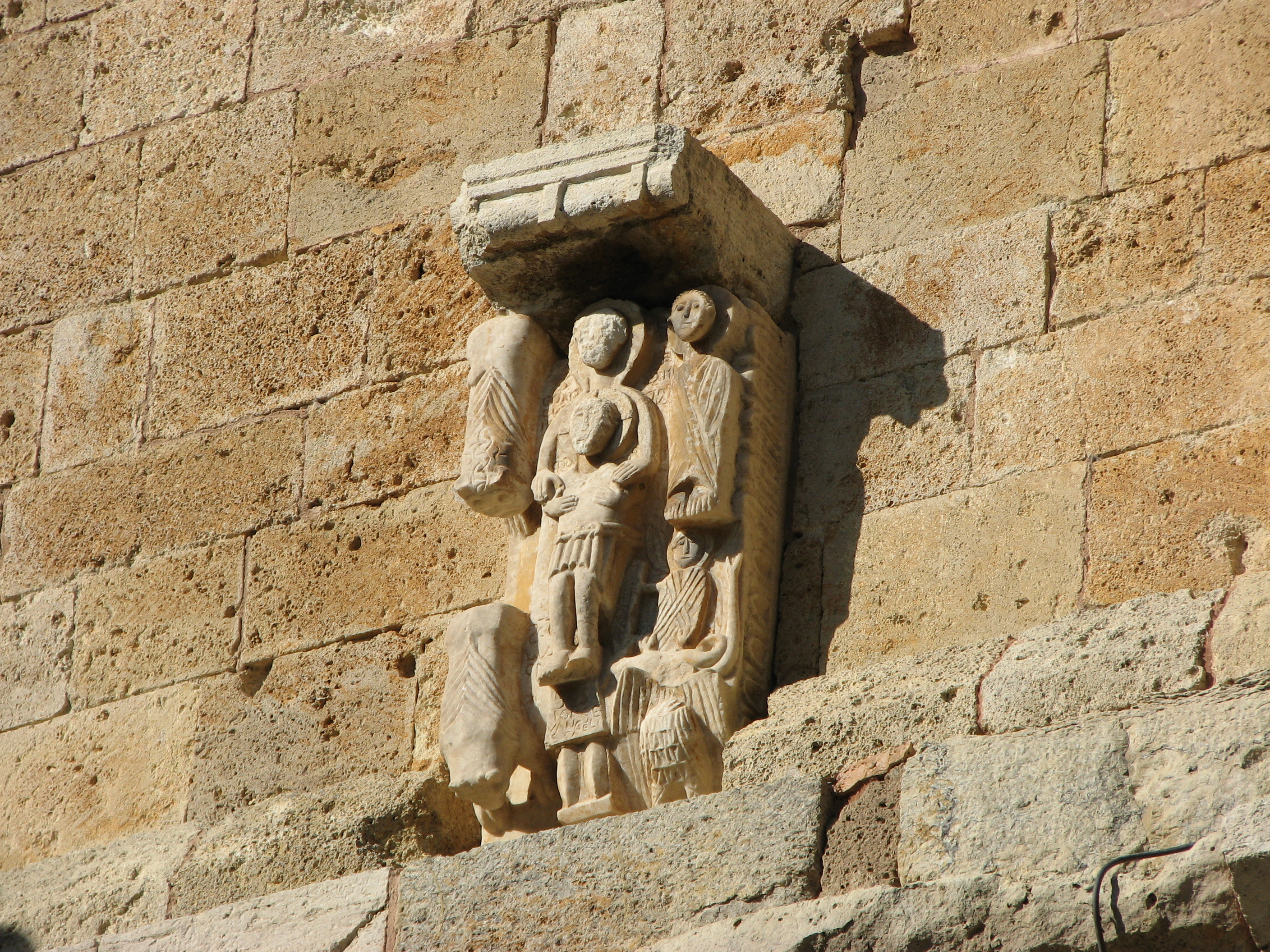
Bajorrelieve en la pared externa del campanil
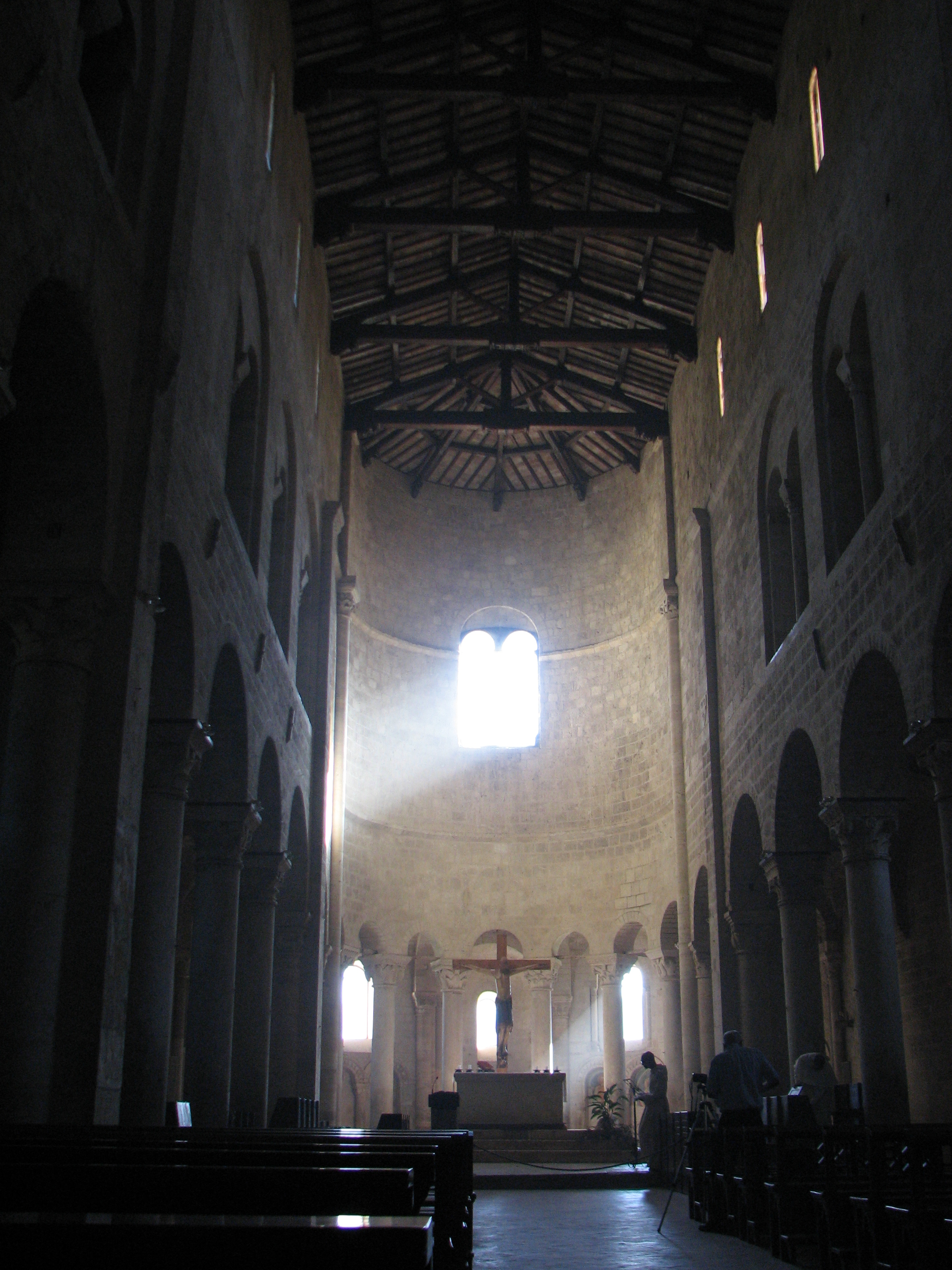
La nave central
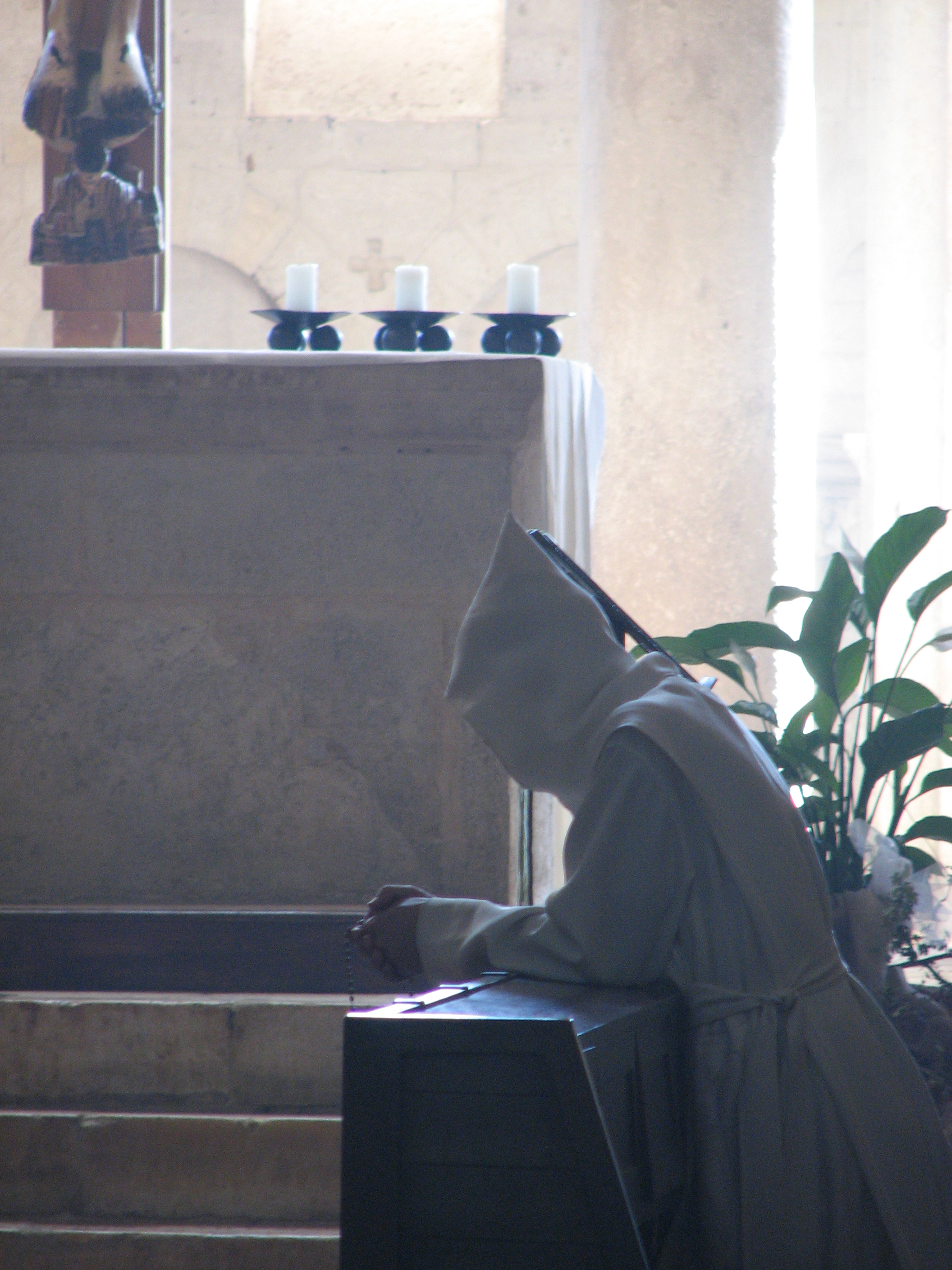
Canónigo regular rezando

## La abadía
De la antigua abadía queda todavía visible externamente el ábside denominada Capilla carolingia. También el portal de la abadía, decorado con animales mitológicos y hojas, del siglo X y es anterior a la actual abadía. El interior de la Capilla carolingia está constituido por una única nave rectangular. Los frescos de Giovanni d'Asciano revisten las paredes y narran la vida de san Benito. Actualmente la Capilla carolingia es usada como sacristía.
De la sacristía, por medio de una escala pequeña se puede llegar a las tribunas, donde se encuentran los apartamentos del obispo. Las tribunas se unen al Oeste en un corredor unido al interior del muro de la fachada, mientras al Este, giran en torno al ábside, formando un deambulatorio superior.
La cripta carolingia, bajo el altar mayor, está constituida por dos ábsides contrapuestas: una a este, correspondiente a la de la Iglesia superior, con una pequeña ventana con forma de ojo de buey que deja entrar luz; otra a Oeste que es un simple nicho semicircular. Cuatro columnas sostienen la cubierta y dividen el espacio en tres naves.
Importante es la sala capitular, llamada así porque antes se leía un capítulo de la Regla de san Benito y porque capítulo es también el colegio de los canónigos regulares que se reúnen allí para leer el martirologio y párrafos de la regla de san Agustín. La sala está adornada por un triforo con capiteles ricamente decorados.
El deambulatorio con capillas radiales es el elemento que da a esta iglesia un sello de más allá de los Alpes. Es un esquema nuevo, casi único en Italia: se encuentra también en Santa Trinidad de Venosa y en la Catedral de Acerenza, Basilicata, en la Catedral de Aversa en Campania y Santa María de Piè di Chienti en Marche. El deambulatorio nace de la exigencia de los peregrinos de moverse alrededor del Martyrium, el lugar donde reposan las reliquias del santo, y permanecer en oración.
La cubierta de las naves laterales y del deambulatorio son de crucero, de matriz de más allá de los Alpes. La cubierta de la nave central y el ritmo de las columnas es de derivación italiana.
La altura de la nave central es de cerca de 20 metros y está subdividida en tres niveles: las grandes arcadas, el matroneo y el claropiano.
De preciosa hechura es el capitel de Daniel en la fosa de los leones, obra del Maestro de Cabestany. Por un lado se ve a Daniel en actitud de oración en medio a los leones hambrientos, por otro los leones que despedazan a los acusadores.
El personaje de barca es Habacuc y el otro es el arcángel que lo lleva por los pelos. Se ve a Hacacuc que ofrece a Daniel alimento envuelto en un paño.
Para la construcción de la iglesia se usaron piedras de alabastro (u ónix) y mármol travertino provenientes de Caltelnuovo.